# Agencja prasowa
Agencja prasowa – instytucja zajmująca się gromadzeniem bieżących informacji i udostępnianiem ich innym środkom masowego przekazu. Dzięki temu media te mogą zaoszczędzić na kosztach utrzymywania własnych korespondentów, zagranicznych i terenowych. Agencje zatrudniają dziennikarzy.
W większości państw na świecie działa przynajmniej jedna tego typu instytucja. W Polsce to Polska Agencja Prasowa, Informacyjna Agencja Radiowa i inne. Większość agencji oferuje serwis ogólnotematyczny, poświęcony wydarzeniom politycznym, gospodarczym, kulturalnym i społecznym. W związku z ogromną rolą wiadomości w gospodarce, istnieją na świecie agencje specjalizujące się w tematyce ekonomicznej, między innymi Reuters i Bloomberg. Innym przykładem agencji specjalistycznej jest Katolicka Agencja Informacyjna.